# Nokophora nokoensis
Nokophora nokoensis är en insektsart som beskrevs av Matsumura 1940. Nokophora nokoensis ingår i släktet Nokophora och familjen spottstritar. Inga underarter finns listade i Catalogue of Life.